# Tinalucina aequatorialis
Tinalucina aequatorialis is een tweekleppigensoort uit de familie van de Lucinidae. De wetenschappelijke naam van de soort is voor het eerst geldig gepubliceerd in 2006 door Cosel.